# Dammsjön (Tvärreds socken, Västergötland)
Dammsjön är en sjö i Ulricehamns kommun i Västergötland och ingår i Ätrans huvudavrinningsområde. Sjön är 4,1 meter djup, har en yta på 0,136 kvadratkilometer och är belägen 251,2 meter över havet.

## Delavrinningsområde
Dammsjön ingår i det delavrinningsområde (640084-135251) som SMHI kallar för Utloppet av Åsunden. Avrinningsområdets medelhöjd är 201 meter över havet och ytan är 159,93 kvadratkilometer. Räknas de 18 avrinningsområdena uppströms in blir den ackumulerade arean 644,31 kvadratkilometer. Avrinningsområdets utflöde Ätran mynnar i havet. Avrinningsområdet består mestadels av skog (50 procent) och jordbruk (11 procent). Avrinningsområdet har 34,66 kvadratkilometer vattenytor vilket ger det en sjöprocent på 21,6 procent. Bebyggelsen i området täcker en yta av 5,03 kvadratkilometer eller 3 procent av avrinningsområdet.